# Gamboa (Panama)

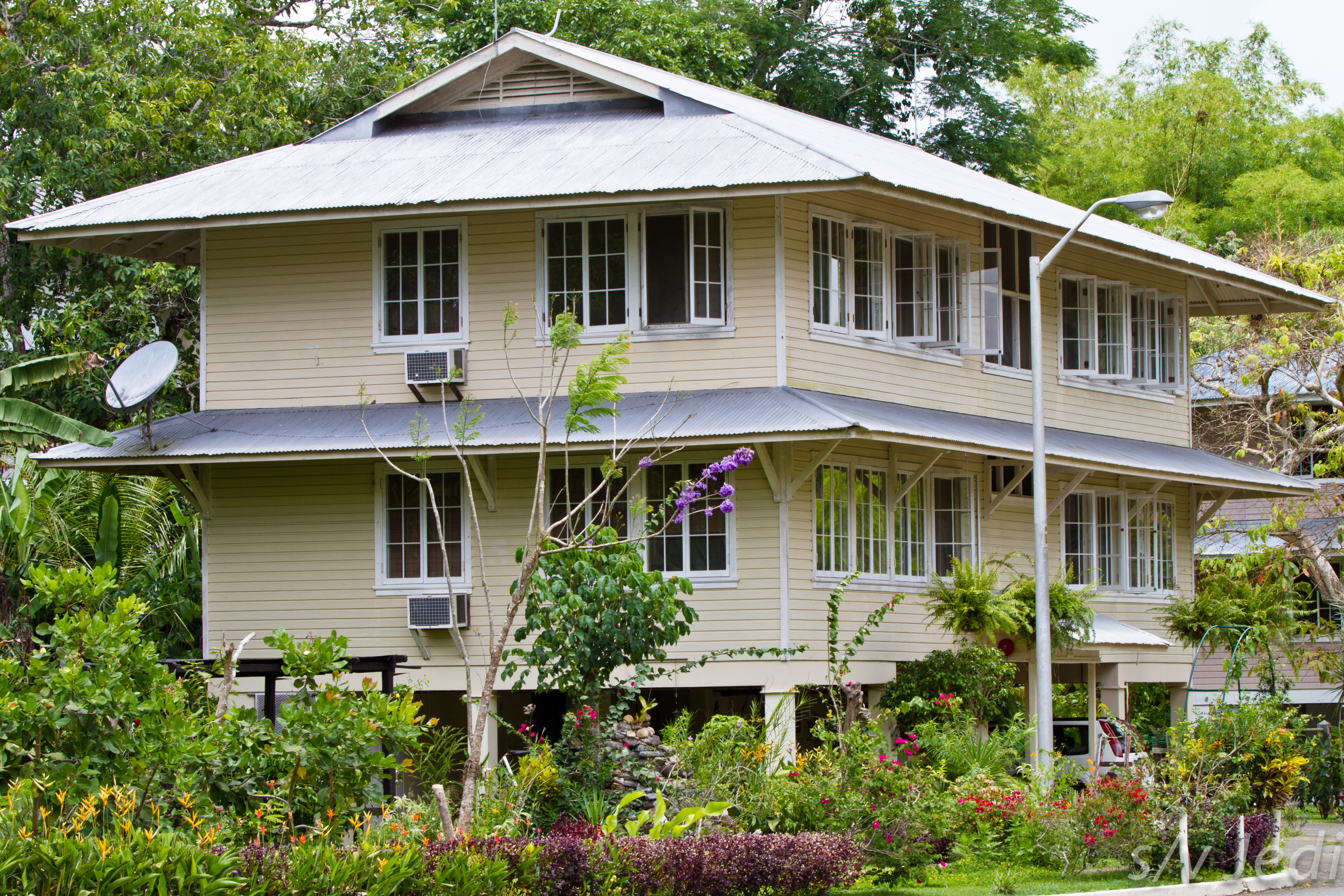
Typisches Wohnhaus in Gamboa

Gamboa ist eine Siedlung im Bezirk Colón in Panama.
Gamboa entstand 1911 im Rahmen des Baus des Panamakanals. Sie diente als Wohnplatz der Kanalarbeiter. Überwiegend waren einfache Arbeiter (Silver Roll) in Gamboa untergebracht, die vor allem von den Antillen und aus lateinamerikanischen Staaten stammten, aber auch nichtweiße US-Amerikaner waren unter ihnen. Die meisten Häuser sind im US-amerikanischen Stil aus Holz errichtet und meist zweigeschossig, selten dreigeschossig.
Der einzige Straßenzugang führt nach Panama-Stadt, die Zugstrecke der Panama-Railway wird überwiegend für den Frachtverkehr benutzt. Außerdem befinden sich Instandshaltungsanlagen für den Kanal in Gamboa.
Bis zum Abzug der letzten US-Truppen im Jahre 1999 war der Ort auch von US-Soldaten bewohnt, seit ihrem Abzug stehen jedoch viele Häuser leer. Ein Ausbau des Ökotourismus wird angestrebt. Das Smithsonian-Institut unterhält eine Regenwaldforschungszentrum in Gamboa, außerdem existiert eine Auszuchtanlage für Faultiere.